# Дедич, Арсен
Арсен Дедич (хорв. Arsen Dedić; 28 июля 1938, Шибеник — 17 августа 2015, Загреб) — югославский и хорватский поэт-песенник и шансонье сербского происхождения. Один из наиболее выдающихся югославских музыкальных авторов.

## Биография
Родился в городе Шибеник в семье этнических сербов Йована и Йелки Дедич. Имя получил по патриарху Арсению III Черноевичу. Имеет брата Милутина Дедича, известного сербского художника, живущего в Белграде. В родном городе Шибенике завершил гимназию и среднюю музыкальную школу. По окончании школы, перебрался в Загреб, где прожил до своей смерти. Поступил на правовой факультет, который бросил в 1959 году. Тогда же поступил в Музыкальную академию, которую окончил в 1964 году.
Был женат на хорватской джазовой певице немецкого происхождения Габи Новак. Имеет дочь Сандру и сына Матия, также известного джазового музыканта.

### Музыкальная карьера
В начале карьеры перепробовал много профессий, связанных с музыкой: переписчика нот, флейтиста, музыкального сотрудника на телевидении, автора песен для других исполнителей. Был певцом в нескольких музыкальных коллективах (Prima, Zagrebački vokalni kvartet, Melos). Играл в ансамблях популярной и джазовой музыки. Руководил собственным инструментальным ансамблем Kvartet flauta.
Одновременно начал публиковать свои стихи. Впервые поэзия Дедича была отмечена в сплитском издании «Vidik». В дальнейшем печатался в таких изданиях, как «Polet», «Prisutnosti», «Književnik».
Основным направлением деятельности Арсена Дедича оставалась музыка, а спой двух увлечений: музыки и поэзии привел к возникновению собственного авторского стиля исполнения. Дедич является одним из основателей Загребской школы шансона.
С 1963 года — певец и солист на музыкальных фестивалях. В том же году отметился и, как поэт-песенник. В 1964 опубликовал произведения «Kuća pored mora» и «Moderato cantabible», что окончательно определило его стиль автора-исполнителя. В том же году провел свой первый сольный концерт. Периодически проводит сольные концерты по настоящее время. Выпустил большое число альбомов со своим творчеством от грампластинки «Čovjek kao ja» 1969 года до компакт-диска «Rebus» в 2008-м.
В своей карьере сотрудничал с Окуджава Булатом Шалвовичем, Джордже Балашевичем, Здравко Чоличем, Гораном Бреговичем. В белградском театре «Pozorište na Terazijama» в марте 1987 года был проведен совместный авторский вечер Арсена Дедича и Борисава Джорджевича, после которого в свет вышел полупиратский диск «Arsen & Bora Čorba Unplugged `87», на котором оба автора читают стихи и совместно исполняют песни друг друга.
Кроме шлягеров для известных исполнителей, Дедич писал и песни для детей, песни для традиционной далматинской клапы, музыку для рекламы.
Наибольший вклад творчества Арсена Дедича — музыка для кино, телевидения и театра. Музыку для первой телевизионной драмы («Mediteranska klima») он написал ещё в 1966 году. В дальнейшем была музыка для таких сериалов, как: «U registraturi», «Prosjaci i sinovi», «Jedrima oko svijeta», «Zlatna nit», «Vrijeme za bajku», «Zagrljaj» …
С начала семидесятых пишет музыку для театра, всего около ста произведений для постановок Шекспира, Држича, Вайса, Беговича, Брешана, Островского, Тургенева и других авторов.
Неоднократно становился лауреатом премий за музыку для театра. Дважды лауреат награды Zlatna arena за работы для театра и кино. Наиболее известными фильмами, для которых Дедич написал музыку, являются: «Glembajevi», «Živa istina», «Vlak u snijegu», «Donator», «Fergismajniht», «Pont-Neuf».
Работал над мюзиклом «Lady Šram». Сотрудничал с авангардистским театром Arbos в Зальцбурге, написал музыку для балета в Дюссельдорфе. Из числа прочих наград следует выделить Vjesnikovu премию, премию Premio Tenco, а также Premio Brel и Porin за личный вклад в искусство.
С момента основания является членом Актерского содружества Histrion, с которым его связывают и дружба, и сотрудничество. Является автором музыки для практически всех исторических представлений.
Со временем, Арсен Дедич в своем творчестве больше склонился к поэзии, результатом чего стала серия опубликованных им сборников стихотворений, переведенных на многие языки.
Книга стихов «Brod u boci» продана к настоящему времени в количестве свыше шестидесяти тысяч экземпляров. За ней последовали «Zamišljeno pristanište», «Narodne pjesme», «Poesia e canto, La sfinge», «Zagreb i ja se volimo tajno», «Hotel Balkan», «Pjesnikov bratić», «101 pjesma», «Pjesnik opće prakse», «Kiša — Rain», «Slatka smrt», «Stihovi», «Čagalj», «Hladni rat», «Zabranjena knjiga», «Padova», «Brzim preko Bosne».
Арсен Дедич выступал с концертами по всей Европе, Северной и Южной Америке. Девять раз бывал с концертами в Советском Союзе, где исполнял собственные песни на русском языке.
Арсен Дедич — лауреат множества премий в области популярной музыки.
Являлся членом Хорватского союза композиторов и Хорватского союза писателей.
Скончался 17 августа 2015 года в Загребе.

## Дискография
- Čovjek kao ja (1969)
- Arsen 2 (1971)
- Homo Volans (double album) (1973)
- Vraćam se (1975)
- Porodično stablo (1976)
- Arsenal (1976)
- Otisak autora (1976)
- Pjesme sa šlagom (1976)
- Dedić-Golob (1977)
- Kuća pored mora (instrumentals) (1978)
- Rimska ploča (1980)
- Pjevam pjesnike (1980)
- Naručene pjesme (1980)
- Gabi i Arsen (1980)
- Carevo novo ruho (1981)
- Arsen pjeva djeci (1982)
- Provincija (1984)
- Kantautor (double album) (1985)
- Moje popevke (1986)
- Kino Sloboda (1987)
- Arsen & Bora Čorba Unplugged '87 (1987)
- Hrabri ljudi (Gabi i Arsen) (1988)
- Glazba za film i TV (1989)
- Svjedoci priče (1989)
- Najbolje od Arsena (1991)
- Tihi obrt (1993)
- Retrospektiva (1993)
- Ko ovo more platit (1995)
- Ministarstvo straha (1997)
- Herbar (1999)
- Kinoteka (2002)
- Pjesma je moj život (2002)
- Klapa Maslina (2003)
- Imena žena (2003)
- Na zlu putu (2004)
- The Platinum Collection (2006)
- Rebus (2008)